# Sternohammus sumatranus
Sternohammus sumatranus là một loài bọ cánh cứng trong họ Cerambycidae.